# Trzcianka (Ciechanów)
Pour les articles homonymes, voir Trzcianka.
Trzcianka (prononciation : [ˈtʂt͡ɕaŋka]) est un village polonais de la gmina de Regimin dans le powiat de Ciechanów de la voïvodie de Mazovie dans le centre-est de la Pologne.
Il se situe à environ 4 kilomètres à l'est de Regimin (siège de la gmina), 8 kilomètres au nord de Ciechanów (siège du powiat) et à 84 kilomètres au nord de Varsovie (capitale de la Pologne).

## Histoire
De 1975 à 1998, le village appartenait administrativement à la voïvodie de Ciechanów.